# Virilità (film)
Virilità è un film italiano del 1974 diretto da Paolo Cavara.

## Trama
In un paese della Sicilia orientale don Vito La Casella, industriale del pesce in scatola, ha divorziato e si è risposato con la giovane segretaria Cettina. A causa della sua esuberanza, l'uomo ha una reputazione da don Giovanni e non perde occasione nel dimostrare ai paesani la sua virilità.
Dopo tre anni di studi a Londra, il figlio Roberto avuto dalla prima moglie, torna in paese accompagnato da due amici. Don Vito confonde i sessi dei due giovani: infatti fa il baciamano al ragazzo, che crede donna per via dei capelli lunghi, e fa portare le valigie alla ragazza, che crede uomo, perché porta dei jeans e capelli molto corti.
Don Vito, come vuole la tradizione siciliana, tenta di combinare le nozze tra suo figlio Roberto e Lucia, figlia del farmacista del paese. Roberto, che aveva respirato aria di libertà a Londra, rifiuta il matrimonio combinato. Questo scatena l'ira di Lucia che, vedendosi rifiutata, mette in giro la voce della presunta omosessualità di Roberto. Voce che in poche ore diventa certezza e che arriva alle orecchie del padre di Roberto, don Vito, che va su tutte le furie e non accetta che il nome dei La Casella sia infangato da tale vergogna.
Intanto Roberto e Cettina, seconda moglie del padre, intraprendono una storia d'amore, che conducono clandestinamente, mentre don Vito è fuori casa. Rientrato improvvisamente, don Vito sorprende i due amanti in camera da letto, ma riesce a non farsi vedere. Pur sentendosi tradito dalla moglie e dal figlio, in cuor suo è sollevato nel vedere che Roberto è un uomo, e non un omosessuale come dicono in paese.
Ora don Vito è dilaniato dal dubbio se sia meglio essere cornuto o avere un figlio omosessuale: dopo varie vicissitudini si decide e fa in modo che la relazione tra il figlio e la moglie diventi pubblica: così la proverbiale virilità dei La Casella è salva.
Alla fine, don Vito si pente di essersi risposato e confessa che al referendum abrogativo della legge per il divorzio voterà contrario al divorzio, così non sarà mai stato sposato per la seconda volta e quindi non sarà mai stato nemmeno cornuto.

## Box office
Il film incassò 1 miliardo e 261 milioni.

## Luoghi delle riprese
- Il film è stato girato a Forza d'Agrò con alcune scene ambientate a Sant'Alessio Siculo e Giardini Naxos, tutti comuni della Provincia di Messina.
- La chiesa che appare nel film è la chiesa madre di Forza d'Agrò, chiesa che appare anche nel film Il padrino di Francis Ford Coppola.